# Brutti e cattivi (film)
Brutti e cattivi è un film del 2017 diretto da Cosimo Gomez.
Pellicola tra la commedia grottesca e la gangster story, prodotta da Fabrizio Mosca, Luca Barbareschi, André Logie, Farés Ladjimi, Marc Simoncini e Philippe Logie.
Il film è stato presentato alla 74ª Mostra internazionale d'arte cinematografica di Venezia nella sezione Orizzonti.

## Trama
Nella periferia di Roma un uomo privo delle gambe, chiamato il Papero, mette in atto una rapina a una banca locale. I suoi complici sono sua moglie priva di braccia, soprannominata Ballerina, il tossicodipendente Giorgio Armani detto il Merda e il nano scassinatore Plissé. La vicenda assai cruda, narrata con salace ironia dal protagonista, sarà caratterizzata da numerosi colpi di scena, tra oscuri raggiri e il fatale coinvolgimento con un'organizzazione malavitosa cinese.

## Produzione

### Riprese
La parrocchia dove si apre il film è ubicata nel comprensorio di Giardino di Roma, del quartiere Malafede, si tratta della Chiesa di San Pio da Pietrelcina in Via Paolo Stoppa, 10. La banca dove viene effettuata la rapina si trova nel quartiere Ponte di Nona, si tratta della Banca di Credito Cooperativo Palestrina in Via Francesco Caltagirone 336/338. La casa del Papero si trova sempre nel quartiere Ponte di Nona in Via Padre Girolamo Lazzaroni. Il benzinaio dove Il Merda e Ballerina si disfano della sedia a rotelle del Papero si trova in Via Ostiense 1400, adiacente alla Stazione di Vitinia.

## Accoglienza
Il film ha incassato al botteghino italiano 550.000 euro.

## Riconoscimenti
- 2018 - David di Donatello
  - Candidatura Miglior regista esordiente a Cosimo Gomez
  - Candidatura Miglior scenografo a Maurizio Sabatini
  - Candidatura Miglior costumista ad Anna Lombardi
  - Candidatura Miglior truccatore a Frédérique Foglia
  - Candidatura Miglior acconciatore a Sharim Sabatini
  - Candidatura Migliori effetti digitali ad Autre Chose
- 2018 - Nastri d'Argento
  - Candidatura Miglior film commedia
  - Candidatura Miglior attrice in un film commedia a Sara Serraiocco